# Кадашман-Эллиль I
Кадашман-Эллиль I — касситский царь Вавилонии, правил приблизительно в 1375 — 1360 годах до н. э.
Старший сын Куригальзу I. Подобно предшественникам, принял титул «царь множеств», что говорило о его претензиях на гегемонию в Месопотамии.

## Взаимоотношения с Египтом
Кадашман-Эллиль I известен нам почти исключительно по его письмам к могущественному фараону Аменхотепу III, с которым вавилонский царь продолжал поддерживать дружественные отношения.  До нас дошли два письма Аменхотепа III к Кадашман-Эллилю и три письма последнего к Аменхотепу, сохранившимся в египетском государственном архиве в городе Ахетатон (ныне городище Эль-Амарна). Содержание их — переговоры о брачных союзах, о подарках и тому подобное. Аменхотеп хочет получить в свой гарем вавилонскую царевну. Кадашман-Эллиль отвечает, что у него уже находится его сестра, судьба которой ему неизвестна. Вавилонские послы не видели её при дворе правителя Египта и не узнали её в той женщине, которую показывал им фараон. «Это дочь какого-нибудь нищего, какого-нибудь гагея или ханигальбатца, а то, пожалуй, из земли Угарит», — писал в досаде вавилонский царь, смотря сверху на других азиатских князей, не исключая царя великой державы Митанни (Ханигальбат), исконного врага и соперника по верховенству над Ассирией.
Фараон жалуется на недобросовестность послов, которые лгут и не передают подарков, но намекает, что вавилонский царь хочет извлекать из родственных отношений материальные выгоды. На этот раз Аменхотеп считает не лишним преподать ему урок и даже не сопровождает своего письма обычными подарками. Кадашман-Эллиль жалуется на это и на то, что фараон слишком долго задерживал его послов и даже не исполнил акта международной вежливости — не пригласил их на какой-то праздник (может быть, в честь своего юбилея). Однако урок подействовал, и он без разговоров согласен отослать в Египет свою дочь. Но он и сам хочет получить царевну из Египта. На это фараон ответил коротко ссылкой на статью закона: «Египетская царевна никому не может быть отдана». Тогда Кадашман-Эллиль шлёт следующие письмо:

«Ниммурии (Неб-Маат-Ра, тронное имя фараона), царю египетскому, моему брату, Кадашман-Эллиль, царь Кардуниаша твой брат. Привет твоему дому, твоим женам, всей твоей стране, твоим колесницам, твоим коням, твоим вельможам, большой привет. Ты брат мой, не захотел за меня выдать дочь и ответил: „Египетская царевна никогда никому не отдавалась“. Почему так? Ведь ты царь — и можешь поступать по желанию сердца, и, если ты её выдашь, кто будет противоречить? Когда мне был сообщен ответ, я ни писал: есть много дочерей и красивых женщин: пришли мне одну из них; ведь кто скажет тогда: „Это не царева“? Но ты не прислал. Итак, неужели таким ответом ты думаешь искать братства и дружбы и нашего сближения? Я именно писал тебе о браке в видах упрочения братских и дружеских отношений. Почему же брат мой не прислал мне жены? Ведь ты действительно не прислал её. Может быть, и мне поступить так же? Нет, у меня есть дочери: я готов отдать за тебя любую… Что касается золота, о котором я тебе писал, шли золото, много золота, ещё раньше прибытия сюда твоего посла; пришли его теперь, как можно скорее, в эту жатву, или в месяц таммуз, ими в абе; тогда я окончу работы, предпринятые мною (вероятно, постройки)…
Если ты не пришлёшь (к этому сроку денег), и я не буду в состоянии окончить работы, то для чего тебе тогда присылать? Для чего мне золото, когда я окончу её? Если ты мне пришлёшь тогда хоть три тысячи талантов, я не приму, отошлю назад и не выдам за тебя моей дочери…».
Этот ультиматум подействовал, и фараон, «узнав», что вавилонский царь «строит себе новые дома», прислал ему с письмом подарки — ложе из драгоценного дерева, с украшениями из слоновой кости и золота, сиденье из того же материала и тому подобное, обещая ещё выслать «всё, что окажется ценным в глазах посла», который доставит вавилонскую царевну.

## Строительные работы
Трудно провести различие между надписями, принадлежащими Кадашман-Эллилю I и его потомку Кадашман-Эллилю II, правившему сто лет спустя. Историки расходятся во мнениях относительно того, следует ли приписывать более раннему царю строительные надписи из Исина в храме богини Гулы Эгалмах или из Ларсы на кирпичах с шестнадцатистрочной надписью о восстановлении храма Эбаббар для бога Шамаша. Надписи из Ниппура, на штампованных кирпичах с восточной лестницы зиккурата и из других мест, описывающие работу над Экуром, «домом горы» Энлиля, четыре надписанных фрагмента плиты из алебастра с красными прожилками, пятистрочный фрагмент исполненной по обету агатовой камеи, выгравированная каменная дверная розетка, и другие, могут быть признанны принадлежащими любому из этих царей.

## Срок правления
Хозяйственная табличка из Ниппура датированная «15-м годом () Кадашман-Эллиля, месяцем Ташриту, 18-м днём» приписывается ему, а не его одноимённому потомку, из-за более архаичного использования мужского личного детерминатива перед царским именем (одиночный вертикальный клинописный штрих) и большой вероятностью того, что более поздний царь правил не более девяти лет. Другая относится к 1-му году правления Бурна-Буриаша II и 15-му году правления предыдущего царя, каковым, по всей видимости, и является Кадашман-Эллиль I.
Его преемником стал его сын Бурна-Буриаш II, как установлено из надписи на неправильной глыбе лазурита, найденной в Ниппуре и ныне находящейся в Археологическом музее Стамбула.
Правил Кадашман-Эллиль I 15 лет.
| III Вавилонская (касситская) династия |                                        |                           |
| Предшественник: Куригальзу I          | царь Вавилона ок. 1375 — 1360 до н. э. | Преемник: Бурна-Буриаш II |